# Cyril Arthur Pearson
Sir Cyril Arthur Pearson, Đệ nhất Nam tước (24 tháng 2 năm 1866 – 9 tháng 12 năm 1921) là một trùm báo chí Vương quốc Anh và nhà xuất bản, đáng ghi nhận nhất là việc sáng lập ra tờ báo Daily Express.

## Cuộc đời lúc ban đầu
Pearson được sinh ra trong làng Wookey, Somerset và được giáo dục ở Cao đẳng Winchester danh tiếng tại Hampshire. Việc làm đầu tiên của ông là một nhà báo làm việc cho nhà xuất bản có trụ sở tại London là George Newnes. Trong năm đầu làm việc, Pearson đã làm cho Newnes có đủ ấn tượng để cất nhắc ông lên làm phụ tá chính cho Newnes.

## Sự nghiệp
Năm 1890, sau 6 năm làm việc cho Newnes, Pearson bỏ ra lập doanh nghiệp xuất bản riêng và trong 3 tuần đã cho ra đời tạp chí Pearson's Weekly. Lần xuất bản đầu tiên tạp chí này đã bán được 1/4 triệu bản.
Là một người nhân đức, năm 1892 ông thành lập quỹ từ thiện Fresh Air Fund mà vẫn còn hoạt động và được biết đến ngày nay với tên gọi Pearson's Holiday Fund để giúp trẻ em nghèo có thể tham dự vào các hoạt động sinh hoạt vui chơi ngoài trời.
Năm 1898, ông mua tờ báo Morning Herald, và vào năm 1900 nhập nó vào tờ báo do ông mới thành lập, tờ báo giá nữa xu là Daily Express.
Năm 1904 ông mua tờ báo đang gặp khó khăn là tờ The Standard và tờ báo chị em của nó là Evening Standard với giá 700.000 bảng Anh từ gia đình Johnstone. Ông nhập tờ Evening Standard vào tờ St James Gazette của ông và đổi quan điểm bảo thủ của cả hai tờ báo thành một tờ báo theo quan điểm cấp tiến nhưng không thành công và ông đã bán chúng vào năm 1910.

## Cuộc đời sau này và lúc bị mù
Mặc dù đã từng giải phẫu mắt vào năm 1908, ông bắt đầu mất thị giác vì bệnh tăng nhãn áp, từng bước Pearson bị buộc từ bỏ đam mê về báo chí của mình kể từ năm 1910 trở về sau; tờ báo Daily Express dần dần sau đó bị chuyển sang dưới quyền điều hành của nhà tài phiệt Canada gốc Anh là Sir Max Aitken vào tháng 11 năm 1916.
Sau khi hoàn toàn bị mù, Pearson làm chủ tịch Viện người Mù Quốc gia vào năm 1913, nâng lợi tức của viện từ 8.000 đến 360.000 bảng Anh trong chỉ 8 năm. Năm 1915, ông thành lập Trại mù Thánh Dunstan cho các chiến sĩ bị mù vì bị tấn công bằng hơi độc hoặc tổn thương trong Chiến tranh thế giới thứ nhất. Mục tiêu của viện được xem là cấp tiến vào thời đó là cung cấp huấn luyện nghề nghiệp hơn là hội từ thiện dành cho các thương binh, và vì thế làm cho các thương binh có thể tiếp tục cuộc sống độc lập và sản xuất.

## Liên hệ với Hướng đạo
Pearson là bạn thân của người sáng lập ra Phong trào Hướng đạo là Robert Baden-Powell, và ủng hộ những nỗ lực của Baden-Powell trong việc thành lập và xuất bản tạp chí Hướng đạo (The Scout). Khi kế hoạch của Pearson xuất bản tại Braille bị trục trặc vì thiếu quỹ, vào ngày 2 tháng 5 năm 1914 Baden-Powell đã công khai yêu cầu rằng "tất cả các Hướng đạo sinh thực hiện một lần làm việc thiện dành cho nhà xuất bản tạp chí Hướng đạo là C Arthur Pearson, để gây quỹ cho kế hoạch xuất bản văn hóa phẩm cho người mù tại Braille."
Năm 1919, Pearson viết sách Victory over blindness: how it was won by the men of St. Dunstan's Home (Chiến thắng tâm tối: những người ở Trại mù Thánh Dunstan đã chiến thắng nó như thế nào).

## Qua đời
Pearson mất năm 1921 vì bị ngã trong phòng tắm. Năm 1922, Sidney Dark viết sách tiểu sử về ông có tựa đề là The Life of Sir Arthur Pearson.